# Lynn Ban
Pour les articles homonymes, voir Ban.
Lynn Ban, née le 27 mai 1972 à Singapour et morte le 20 janvier 2025, est un créatrice de bijoux.

## Biographie
Lynn Ban naît le 27 mai 1972 à Singapour. Sa mère, Patricia, est une gemmologue certifiée par le Gemological Institute of America (en). Alors que Lynn Ban n'a que quatre ans, sa famille décide de s'installer à New York en raison du travail de son père. 
Elle termine ses études secondaires à Singapour et retourne ensuite aux États-Unis pour étudier à l'université de New York, où elle apprend l'histoire de l'art et la littérature à la Gallatin School of Individualised Studies. Elle étudie la littérature française et l'histoire de l'art à l'université de Cornell. Elle étudie également l'histoire de l'art pendant deux ans à l'université de Paris-Sorbonne.
Selon la biographie publiée sur son site, elle vit et travaille à New York, Londres et Paris.
Ses créations de bijoux sont portées par des célébrités telles que Rihanna et Beyoncé. 
Elle participe en 2023 à un documentaire sur Netflix.
Lynn Ban subit une opération au cerveau après une chute à ski fin décembre 2024. Elle meurt le 20 janvier 2025.